# Kunín
Kunín (do roku 1947 Kunvald, německy Kunewald) je obec v okrese Nový Jičín v Moravskoslezském kraji. Leží zhruba pět kilometrů severně od Nového Jičína. Žije zde přibližně 1 800 obyvatel.

## Název
Původní jméno vesnice bylo německé Kunenwald – „Kunův les“. Základové osobní jméno Kuno byla domácí podoba jména Kunrat (Konrad). Doklady ukazují jen zkrácenou variantu Kunwald, která se používala i v češtině, a to až do roku 1947, kdy bylo jméno upraveno na Kunín.

## Historie
Ve 13. a 14. století náležely pozemky, na nichž se dnešní obec rozkládá, ke kunvaldskému zboží, které bylo v držení pánů ze Žerotína a z Kravař – např. mezi lety 1288 až 1311 Bluda III. z Bludova a 1369 až 1380 Voka z Kravař.
Kunewald/Kunvald byl založen jako lesní lánová vesnice koncem 13. století. a první písemná zmínka o něm pochází z roku 1382. K roku 1464 je v zemských deskách zaznamenána podoba názvu Kunwald. Po vyčlenění Kunvaldu jako samostatného statku z fulneckého panství v roce 1584 byli vlastníky Estera a Jan Cetrysové z Kynšperka. Za jejich vlastnictví byl v Kunvaldu založen pivovar a od roku 1592 je statek uváděn jako malé panství. V roce 1653 panství za 65 000 zlatých zakoupil hrabě Gabriel Serényi a po smrti jeho syna Františka Serényie přešlo vdovou na rod Thun-Hohenstein.
Po moravských misiích Kristiána Davida opustila v 18. století řada „probuzených“ lidí Kunín a připojila se k práci bratrské moravské církve v Ochranově.
V roce 1938 bylo většinově německojazyčné město připojeno do Třetí říše v rámci sudetské župy.
5. května 1945 byla obec osvobozena Rudou armádou, následně došlo k vysídlení původních obyvatel německé národnosti a změně názvu obce na Kunín. V roce 1951 bylo založeno JZD a o deset let později otevřeno širokoúhlé kino. Nově postavené základní školy se obec dočkala 13. září 1970.
11. prosince 1992 schválila komise České národní rady stávající obecní prapor a znak. V květnu 1999 se majetkem obce stal místní zámek.

## Poloha
Kunín se rozkládá po obou stranách hlavní silnice na Nový Jičín a Fulnek a protéká jím říčka Jičínka. Žije zde přibližně 1865 obyvatel v 314 domech a 517 bytech.

## Obyvatelstvo
| Rok            | 1869  | 1880  | 1890  | 1900  | 1910  | 1921  | 1930  | 1950  | 1961  | 1970  | 1980  | 1991  | 2001  | 2011  | 2021  |
| -------------- | ----- | ----- | ----- | ----- | ----- | ----- | ----- | ----- | ----- | ----- | ----- | ----- | ----- | ----- | ----- |
| Počet obyvatel | 1 954 | 2 105 | 2 159 | 2 116 | 2 154 | 1 931 | 2 016 | 1 358 | 1 553 | 1 596 | 1 721 | 1 796 | 1 858 | 1 836 | 1 811 |
| Počet domů     | 243   | 257   | 255   | 256   | 259   | 260   | 276   | 297   | 262   | 258   | 281   | 334   | 359   | 392   | 426   |

Věková struktura obyvatel obce Kunín roku 2011
Rodinný stav obyvatel obce Kunín roku 2011
Vzdělání obyvatel obce Kunín roku 2011

## Občanská vybavenost
Občanská vybavenost zahrnuje základní a mateřskou školu, poštu a zdravotní středisko. V obci se nalézá obchod s potravinami, restaurace a kadeřnictví.
Kunín je sídlem římskokatolické farnosti.

## Hospodářství
Největším podnikem v obci je mlékárna, která je většinově vlastněná francouzskou firmou Lactalis. Mlékárna Kunín zpracovává mléko od zemědělců ze širokého okolí. Má pobočku v Ostravě, která dodává plnotučné mléko do obchodních řetězců v celém Česku.
Dále je v obci čerpací stanice. Obec je plynofikována a připojena na kanalizaci.
Dopravní obslužnost zajišťují linky dopravních podniků Arriva Morava a.s., TQM – holding s.r.o. ve směru na Nový Jičín,
Bílovec, Studénku, Fulnek, Ostravu a Opavu, ze zastávek Kunín – mlékárna, Kunín – zdravotní středisko, Kunín – u kovárny a Kunín – restaurace. Přeprava po železnici je možná ze zastávky Šenov u Nového Jičína v sousední obci Šenov u Nového Jičína.

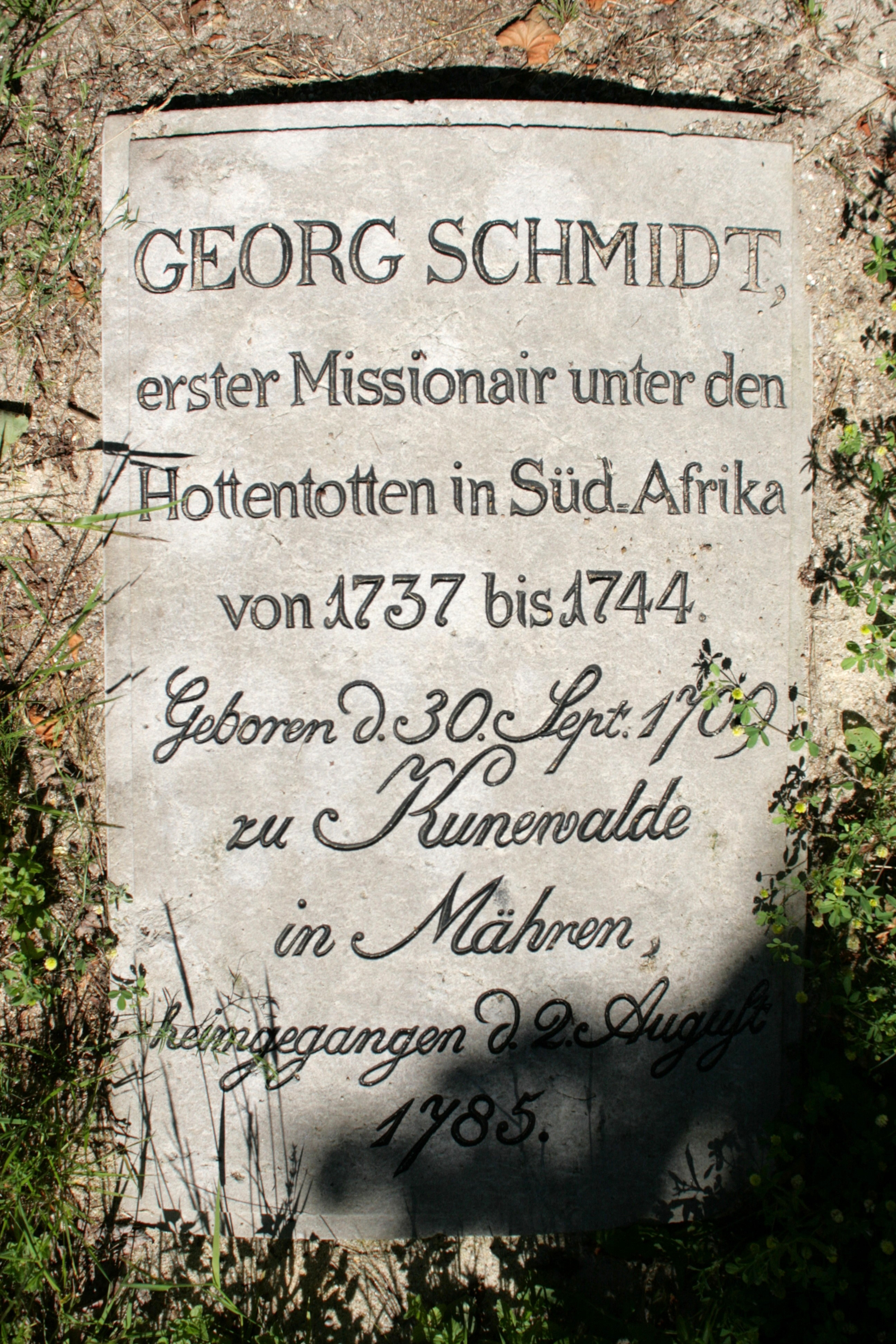
Náhrobek na Božím poli v Niesky

## Obecní správa
Mezi lety 1869–1974 Kunín byl obcí v okrese Nový Jičín.
Od 1. ledna 1975 do 23. listopadu 1990 patřil jako část města k Novému Jičinu a od 24. listopadu 1990 je opět samostatnou obcí.

### Obecní symboly
Znak a vlajka byly obci uděleny rozhodnutím předsedy Poslanecké sněmovny Parlamentu České republiky dne 15. července 1993.

## Pamětihodnosti
- Zámek Kunín
- Kostel Povýšení Svatého Kříže, poblíž zámku
- Fürstenberská rodová hrobka
- Hrobka rodiny Schindlerů
- Památné duby
- Socha svatého Jana Nepomuckého
- Přírodní rezervace Bařiny

## Osobnosti
- Friedrich Böhnisch (1710 Kunín–?), exulant od roku 1725, bratrský misionář v Grónsku v Neu-Herrnhutu a Akunnatu,[18][11]
- Anna Nitschmann (1715 Kunín – 1760 Herrnhut), exulantka, misionářka Moravské církve, básnířka a druhá manželka Nikolause Ludwiga von Zinzendorfa,[19]
- Rosina Schindler (1704 Kunín –1753 Marienborn), exulantka, manželka bratrského misionáře a biskupa Davida Nitschmanna-Tesaře,[18]
- Anna Schindler (1713 Kunín – 1739 Marienborn), exulantka, byla  generální místostarší sboru a manželkou Leonarda Dobera,[18]
- Georg Schmidt (1709 Kunín–1785 Niesky), v letech 1737–1744 pracoval jako misionář u Hotentotů.[11]

## Galerie

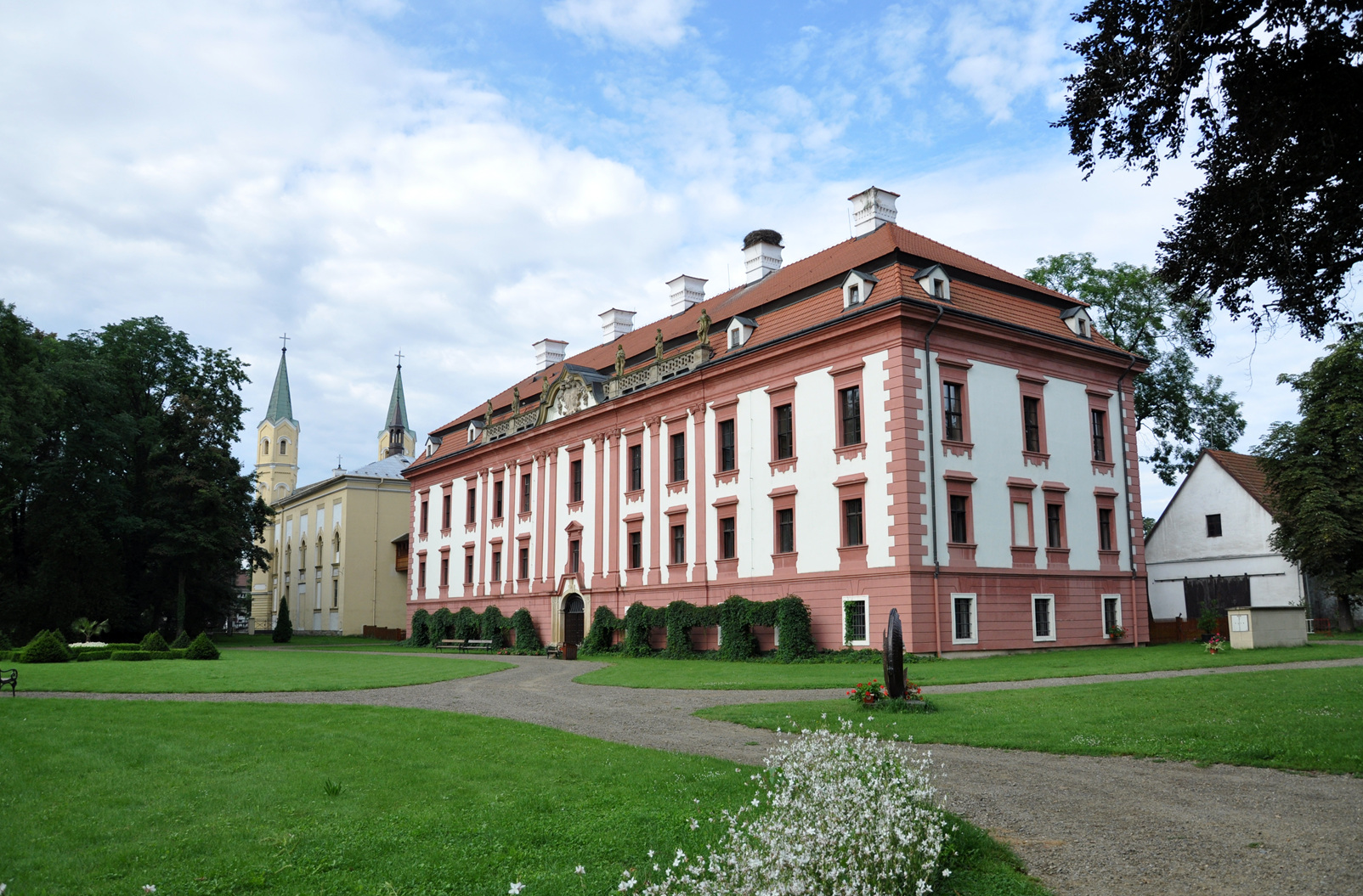
Zámek a kostel
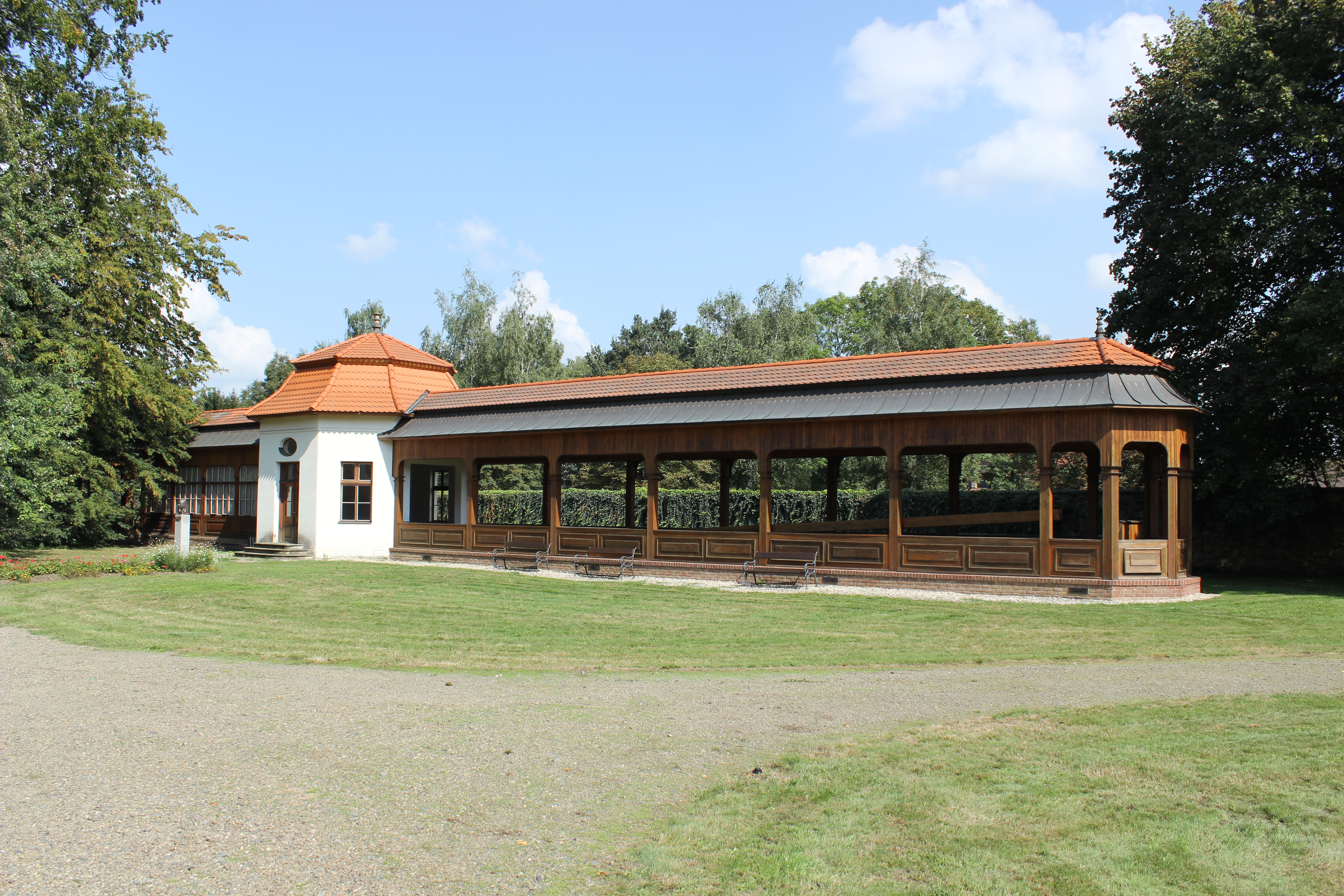
Kuželník u zámku
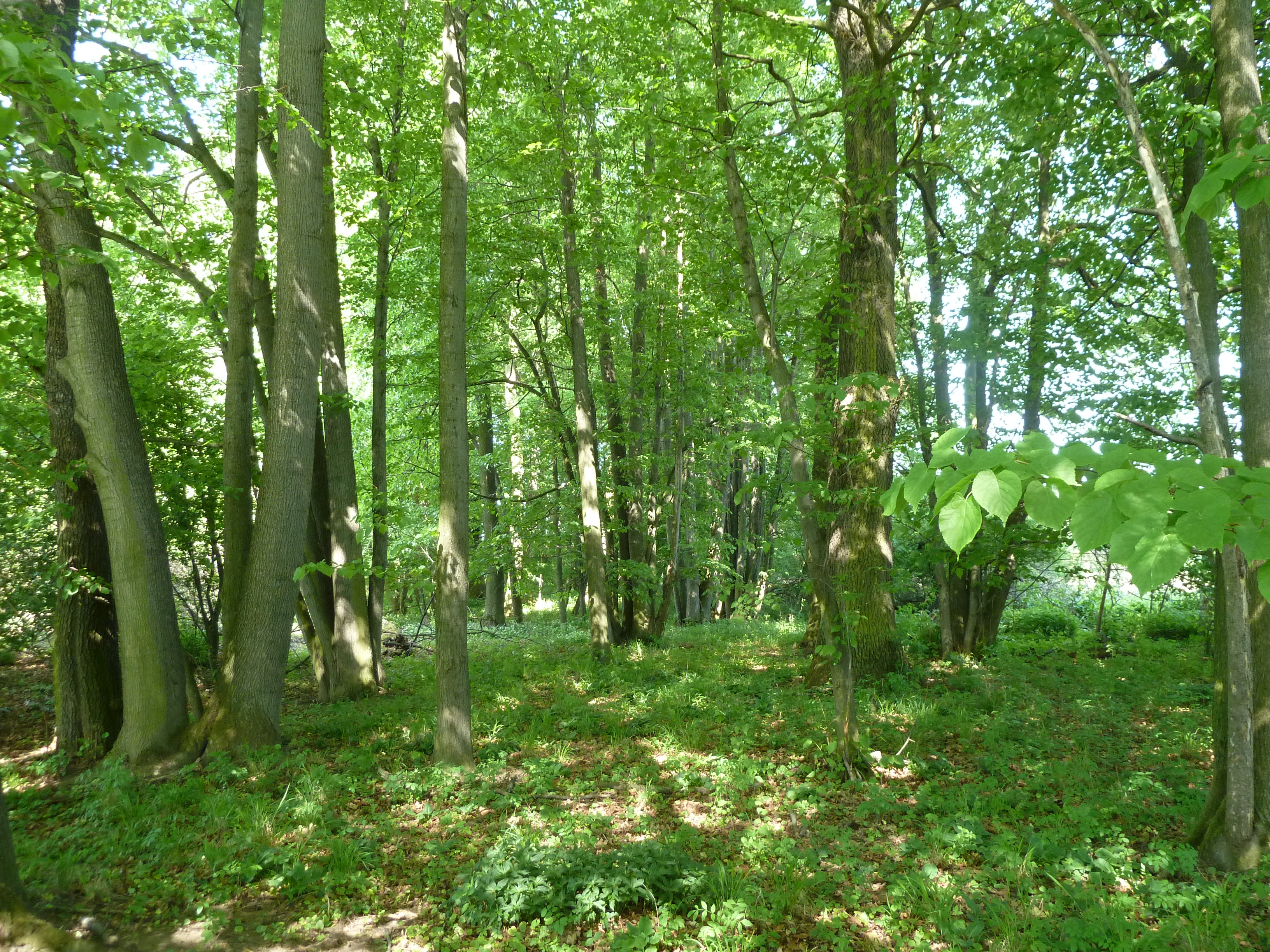
Přírodní památka Pusté nivy